# Band-e Benī
Band-e Benī (persiska: بَند بُنی, بند بنی) är en ort i Iran.   Den ligger i provinsen Mazandaran, i den norra delen av landet, 210 km öster om huvudstaden Teheran. Band-e Benī ligger 739 meter över havet och antalet invånare är 116.
Terrängen runt Band-e Benī är kuperad. Runt Band-e Benī är det ganska tätbefolkat, med 108 invånare per kvadratkilometer. Närmaste större samhälle är Behshahr, 18,4 km norr om Band-e Benī. I omgivningarna runt Band-e Benī växer i huvudsak blandskog.